# Стрикленд, Джеральд
Сэр Джеральд Пол Джозеф Каджетан Кармел Энтони Мартин Стрикленд, граф делла Катена, барон Стрикленд (англ. Gerald Strickland, 1st Baron Strickland; 24 мая 1861, Валлетта, Мальта — 22 августа 1940, Аттард) — британский и мальтийский юрист, политический и государственный деятель, четвёртый премьер-министр Мальты (9 августа 1927 — 21 июня 1932), колониальный чиновник.

## Биография
Сын военно-морского офицера. Образование получил в Колледже Святой Марии в Бирмингеме и Тринити-колледже в Кембридже. Бакалавр права. После окончания учёбы в 1887 году получил право заниматься адвокатской деятельностью. Получил звание майора Королевской милиции Мальты.
В 1886 году вошёл в совет правительства Мальты. Первый секретарь правительства Мальты с 1888 года, лидер партии реформ (1902—1904). В 1902—1904 годах — губернатор Британских Подветренных островов, в 1904—1909 годах — губернатор Тасмании, в 1909—1913 годах — губернатор Западной Австралии, в 1913—1917 годах — губернатор Нового Южного Уэльса, член парламента Великобритании от Консервативной партии в 1924—1929 годах.
С 1917 года — снова на Мальте, первоначально лидер Англо-мальтийской партии, а после её объединения с Конституционной партией, с 1921 года лидер Конституционной партии Мальты. Первоначально был сторонником националистов в борьбе за представительное правительство, но со временем стал их стойким противником, сторонником империализма, противником итальянского влияния на острове, антиклерикалом.
В 1927—1932 годах — четвёртый премьер-министр Мальты. Его правление на посту премьер-министра Мальты, среди прочего, вошло в историю, как период постоянных конфликтов с католической церковью.
Отец журналистки и политика Мейбл Стрикленд. Похоронен в семейном склепе Стриклендов в Соборе Святого Павла.